# Nuria Párrizas Díaz
Nuria Párrizas Díaz, née le 15 juillet 1991 à Grenade, est une joueuse de tennis espagnole, professionnelle depuis 2011.

## Carrière
Après de nombreuses années passées à arpenter les tournois secondaires de l'ITF Women's Circuit (17 titres remportés entre 2013 et 2020, Nuria Párrizas Díaz se révèle au cours de la saison 2021, remportant tout d'abord trois 25 000$ consécutif sur dur (deux à Potchefstroom et un à Manacor), puis celui de Grado sur terre battue. Début juillet, elle s'impose sur le WTA 125 de Båstad contre Olga Govortsova. Lors de la tournée américaine, elle se distingue en s'imposant au 100 000$ de Landisville en Pennsylvanie, marquant son entrée dans le top 100, puis un second WTA 125 à Columbus dans l'Ohio.

## Palmarès

### Titres en simple en WTA 125
| No | Date       | Nom et lieu du tournoi                       | Catégorie | Dotation  | Surface      | Finaliste       | Score     |          |
| -- | ---------- | -------------------------------------------- | --------- | --------- | ------------ | --------------- | --------- | -------- |
| 1  | 05-07-2021 | Nordea Open, Båstad                          | WTA 125   | 115 000 $ | Terre (ext.) | Olga Govortsova | 6-2, 6-2  | Parcours |
| 2  | 20-09-2021 | Columbus Open, Columbus                      | WTA 125   | 115 000 $ | Dur (int.)   | Wang Xinyu      | 7-62, 6-3 | Parcours |
| 3  | 01-01-2024 | Canberra 125, Canberra                       | WTA 125   | 115 000 $ | Dur (ext.)   | Harriet Dart    | 6-4, 6-3  | Parcours |
| 4  | 09-06-2025 | BBVA Open Internacional de Valencia, Valence | WTA 125   | 115 000 $ | Terre (ext.) | Louisa Chirico  | 7-5, 7-69 | Parcours |

### Finale en simple en WTA 125
| No | Date       | Nom et lieu du tournoi                  | Catégorie | Dotation  | Surface      | Finaliste     | Score     |          |
| -- | ---------- | --------------------------------------- | --------- | --------- | ------------ | ------------- | --------- | -------- |
| 1  | 09-09-2024 | Zavarovalnica Sava Ljubljana, Ljubljana | WTA 125   | 115 000 $ | Terre (ext.) | Jil Teichmann | 7-68, 6-4 | Parcours |

### Finale en double en WTA 125
| No | Date       | Nom et lieu du tournoi | Catégorie | Dotation  | Surface    | Partenaire              | Finalistes       | Score    |          |
| -- | ---------- | ---------------------- | --------- | --------- | ---------- | ----------------------- | ---------------- | -------- | -------- |
| 1  | 20-09-2021 | Columbus Open Columbus | WTA 125   | 115 000 $ | Dur (int.) | Wang Xinyu Zheng Saisai | Dalila Jakupović | 6-1, 6-1 | Parcours |

## Parcours en Grand Chelem

### En simple dames
| Année | Open d'Australie | Open d'Australie    | Internationaux de France | Internationaux de France | Wimbledon       | Wimbledon             | US Open         | US Open          |
| ----- | ---------------- | ------------------- | ------------------------ | ------------------------ | --------------- | --------------------- | --------------- | ---------------- |
| 2020  | Q2               | Elena-Gabriela Ruse | Q1                       | T. Andrianjafitrimo      | Annulé          | Annulé                | —               | —                |
| 2021  | Q1               | Chihiro Muramatsu   | Q3                       | Ekaterine Gorgodze       | Q3              | Camila Osorio         | 1er tour (1/64) | Varvara Gracheva |
| 2022  | 3e tour (1/16)   | Jessica Pegula      | 1er tour (1/64)          | Léolia Jeanjean          | 1er tour (1/64) | Claire Liu            | 1er tour (1/64) | Dalma Gálfi      |
| 2023  | 3e tour (1/16)   | Donna Vekić         | 1er tour (1/64)          | Storm Hunter             | 1er tour (1/64) | Aliaksandra Sasnovich | Q2              | Eva Lys          |
| 2024  | Q1               | Maddison Inglis     | Q1                       | Tímea Babos              | Q3              | Anca Todoni           | Q2              | Alexandra Eala   |
| 2025  | 1er tour (1/64)  | Iva Jovic           | Q1                       | Miriam Bulgaru           | Q2              | Linda Fruhvirtová     |                 |                  |

N.B. : à droite du résultat se trouve le nom de l'ultime adversaire.

### En double dames
| Année | Open d'Australie                                                                      | Open d'Australie                                                                 | Internationaux de France                                                                | Internationaux de France                                                       | Wimbledon | Wimbledon | US Open | US Open |
| ----- | ------------------------------------------------------------------------------------- | -------------------------------------------------------------------------------- | --------------------------------------------------------------------------------------- | ------------------------------------------------------------------------------ | --------- | --------- | ------- | ------- |
| 2022  | 1er tour (1/32) A. Rus \|\| style="text-align:left;" \| K. Birrell C. Kempenaers-Pocz | 1er tour (1/32) K. Piter \|\| style="text-align:left;" \| D. Krawczyk D. Schuurs | 1er tour (1/32) E. Lechemia \|\| style="text-align:left;" \| B. Krejčíková K. Siniaková | 1er tour (1/32) A. Rus \|\| style="text-align:left;" \| C. McNally T. Townsend |           |           |         |         |
| 2023  | —                                                                                     | —                                                                                | 1er tour (1/32) S. Santamaria \|\| style="text-align:left;" \| K. Flipkens S. Rogers    | —                                                                              | —         | —         | —       |         |

N.B. : le nom de la partenaire se trouve sous le résultat ; les noms des ultimes adversaires se trouvent à droite.

## Parcours en WTA 1000
Les WTA 1000 (à partir de 2021) constituent les catégories d'épreuves les plus prestigieuses, après les quatre levées du Grand Chelem.

### En simple dames
| Année |       |                |                |                                  |                                |                               |                               |                             |                               |                 |  |        |
| Doha  | Dubaï | Indian Wells   | Miami          | Madrid                           | Rome                           | Canada                        | Cincinnati                    | Pékin                       |                               | Wuhan           |  |        |
| Doha  | Dubaï | Indian Wells   | Miami          | Madrid                           | Rome                           | Canada                        | Cincinnati                    | Pékin                       | Guadalajara                   |                 |  |        |
| Doha  | Dubaï | Indian Wells   | Miami          | Madrid                           | Rome                           | Canada                        | Cincinnati                    | Pékin                       |                               |                 |  |        |
| 2021  |       | Hors catégorie |                | 1er tour (1/64) L. Davis         |                                |                               |                               |                             |                               | Annulé          |  | Annulé |
| 2022  |       |                | Hors catégorie | 1er tour (1/64) S. Rogers        | 1er tour (1/64) B. Haddad Maia | 2e tour (1/16) E. Alexandrova | 2e tour (1/16) B. Andreescu   | 1er tour (1/32) S. Williams | 1er tour (1/32) T. Martincová | Hors calendrier |  |        |
| 2023  |       | Hors catégorie |                | 2e tour (1/32) P. Badosa         |                                | 2e tour (1/32) V. Kudermetova | 2e tour (1/32) V. Kudermetova |                             |                               |                 |  |        |
| 2024  |       |                |                | 2e tour (1/32) A. Pavlyuchenkova |                                |                               |                               |                             |                               |                 |  |        |

Sous le résultat, l’ultime adversaire.
1. 1 2   Les tournois de Doha et Dubaï alternent le statut de tournoi WTA 1000 (ex Premier 5) entre 2009 et 2023 : les trois premières éditions ont lieu à Dubaï, les trois suivantes à Doha, puis Dubaï accueille le tournoi de cette catégorie les années impaires et Dubaï les années paires. De 2011 à 2023, la ville qui n’accueille pas de WTA 1000 organise à la place un tournoi WTA 500 (ex Premier).
2. 1 2 3 4 5 6 7   L’ordre de déroulement des tournois a évolué depuis 2009 : Rome se dispute avant Madrid et Cincinnati avant Montréal/Toronto jusqu’en 2010, tandis que Tokyo/Wuhan/Guadalajara ont lieu avant Pékin jusqu’en 2023.
3. 1 2  Du fait de la pandémie de Covid-19, les tournois d’Indian Wells, de Miami, de Madrid, du Canada, de Wuhan et de Pékin sont annulés en 2020. Ces deux derniers le sont également en 2021. Pour des raisons d’organisation, le tournoi de Cincinnati 2020 a exceptionnellement lieu à Flushing Meadows à New York.
4. ↑  Le 1er décembre 2021, le président de la WTA, Steve Simon, annonce que tous les tournois prévus en Chine et à Hong Kong sont suspendus à partir de 2022, en raison de préoccupations concernant la sécurité et le bien-être de la joueuse de tennis chinoise Peng Shuai après ses allégations de relations sexuelles non-consenties avec Zhang Gaoli, membre de haut rang du Parti communiste chinois. Le tournoi de Pékin revient en 2023. Le tournoi de Guadalajara remplace celui de Wuhan pendant deux ans, ce dernier réapparaissant en 2024.

Nota: à partir de 2024, le nombre de tournois de cette catégorie passe à 10 par saison et l'alternance entre Dubaï et Doha est supprimée. Le codage Wiki actuel ne permet l'affichage que du résultat de Dubaï si la joueuse a également joué Doha.

## Classements WTA en fin de saison
| Année          | 2011 | 2012 | 2013 | 2014 | 2015 | 2016 | 2017 | 2018 | 2019 | 2020 | 2021 | 2022 | 2023 | 2024 |
| Rang en simple | 596  | 525  | 365  | 316  | 510  | 717  | 446  | 337  | 215  | 232  | 65   | 72   | 123  | 98   |
| Rang en double | 1094 | 773  | 932  | 864  | –    | –    | 1074 | 498  | 462  | 407  | 363  | 335  | 852  | 1138 |

Source : (en) Classements de Nuria Párrizas Díaz sur le site officiel de la Fédération internationale de tennis